# Большие Пекселы
Большие Пекселы — село в Шиловском районе Рязанской области в составе Занино-Починковского сельского поселения.

## Географическое положение
Село Большие Пекселы расположено на Окско-Донской равнине в 44 км к северо-востоку от пгт Шилово. Расстояние от деревни до районного центра Шилово по автодороге — 54 км.
Село расположено на северном берегу озера; к юго-западу и северо-востоку от него — значительные лесные массивы, в окрестностях много урочищ: Горелый Лес (на юго-западе), Симакинский Карьер (на северо-западе), Горелое Болото и Андрюшино Болото (на востоке), овраг Ромашин Хорек (на севере). Ближайшие населенные пункты — деревни Малые Пекселы и Шемякино, село Мышца.

## Население
| 1859 | 1897 | 1906  | 2010 |
| ---- | ---- | ----- | ---- |
| 717  | ↗802 | ↗1001 | ↘200 |

По данным переписи населения 2010 г. в селе Большие Пекселы постоянно проживают 200 чел. (в 1992 г. — 269 чел.).

## Происхождение названия
Рязанский краевед Н. Н. Левошин объяснял название села Большие Пекселы следующим образом: «Название Пекселы — явно мордовское, но немного изменённое русскими жителями или писцами. Историк С. К. Кузнецов объясняет это слово эрзянским сочетанием „пек“ (большой) и „солей“ (вяз); в целом — Большой Вяз. Конечно, назвать деревню Большим Вязом можно, если она возникла у такого дерева, но маловероятно. Сомнительно, что и соседняя деревушка с таким же названием имела подобный вяз. Вероятно, первоначально именовалась Пекселами здешняя местность с приметным вязом, а обе деревушки, основанные здесь первыми бортниками, получили названия по местности».
Существует и народное толкование названия Пекселы. По рассказам местных жителей, записанных в 1993 г. А. В. Бабуриным, село Большие Пекселы получило свое название из-за того, что здесь некогда были пекарни, где пекли хлеб, кормивший всю округу. Налицо и расшифровка: пекущее хлеб село. Говорят, хлеб был очень вкусный.

## История
Впервые Большие Пекселы упоминаются в качестве деревни в списке с писцовых книг по Касимовскому уезду за 1627 г. в приходе Никольской церкви села Мышцы: 
«За царевичевым приказным за Ахмамет-сеитом Белексеитовым сыном Шакулова деревня Большия Пекселы. А в ней двор помещиков Ахмамет-сеита Белексеитова, а в нём живёт человек его Урузайка Павлов, да крестьян 9 дворов. Да в деревне Больших Пекселах пустых дворовых крестьянских 6 мест…а села Мышцы староста Агейко да Васка Афонасьев да Васка Ерофеев сын с товарищи сказали, что те дворовыя места запустели от мору, а крестьяне померли. Двор пуст крестьянской Максимка Семенова с зятем с Осипком Григорьевым да с сыном с Максимком, а села Мышцы староста Агейко Игнатьев с товарыщи сказали, что Осипко с сыном сбежали во 135 году от бедности. Пашни паханые середние земли 101 четверть без четверика, да перелогом 43 четверти, да лесом поросло по пашне 51 четверть с полуосминою в поле, а в дву потомуж; лес по пашне в полбревна. А сенные покосы писаны с селом Ерахтуром вопче. 

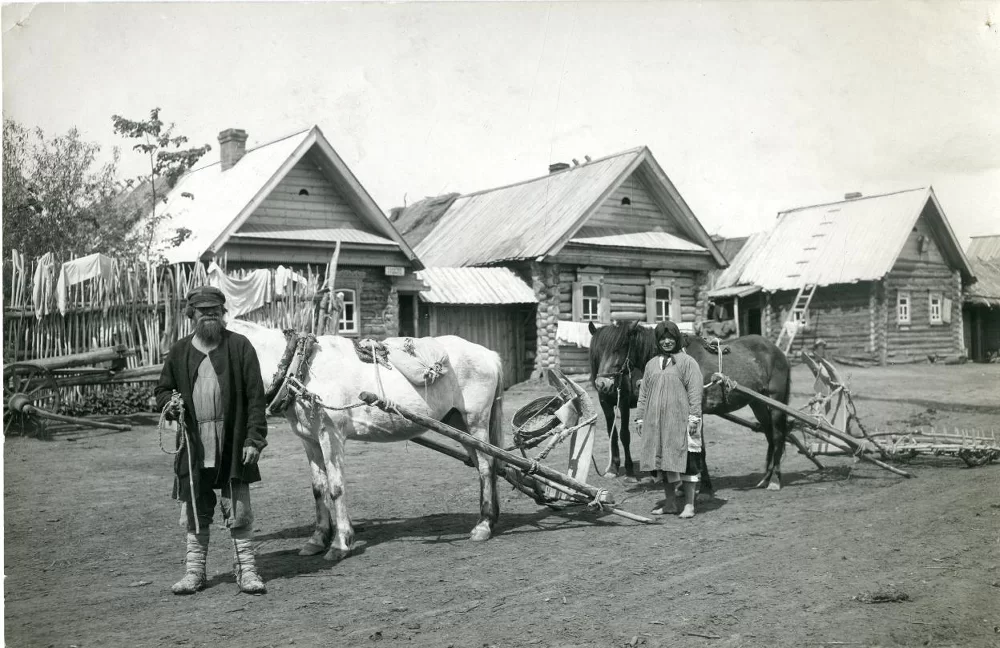
Большие Пекселы 1910 г.

А межа той деревне Больших Пексел едучи от села Мышцы большею дорогою мимо Малых и Больших Пексел в Шемякину деревню через выпуск Больших Пексел как будут против волчьи ямы, что на Шемякиной земле на рубеже, едучи по левой стороне, подле ямы волчьи стоит дуб неделаной, а на нём грань; через вопчея перевезья деревни Шемякины вдовы Алены Огаревы со крестьяны меж дву болот, правой стороны болота Шемякинскова, а на левой стороне болота Больших Пексел, меж дву болот полуверши об межу с Иваном с Мордвиновым да об межу с Тимошкою Ереминым прозвище Созонко деревни Шемякины со крестьяны; а от тое межи по Инушина болотца; а от того Инушина болотца по середку по Мокринской речке по Васкин колодезь Федосеева и по его Васкина дворища; а от того колодезя и от дворища по лоск по Васкину пашню Сергеева деревни Малых Пексел крестьянина по правой стороне да по воротца по Мосеевские да по Зарубин угол до поповы пашни об межу Малых Пексел со крестьянином с Семейкою с Паутовым да по Пекселы Малые по Сергеево гумно да по Истомкин двор Ондронова; а от Истомкина двора через дорогу прямо по Шестанкин дуб об межу деревни Малых Пексел с крестьянином с Сидорком Фокиным да с другой стороны села Занина Починка с крестьянином с Ивашком Паниным да с Ортюшкою с Мишиным с братьями да с Васкою Ермоловым по Тяжную деревню; да с Тяжной деревни по Починское поле по межу по колена; а с колена по Варакин загон, а на нём дорога через Починское поле, что ездят ат Пексел Больших, да по Микитков ивняк, что стоит на Пексельском поле, да на Шемякинские ворота, что ездят от Починка Занина к Шемякину; а от тех воротец поворотом назад на Большие Пекселы на городьбу, по правой стороне поля деревни Шемякины, а по левой стороне поля Больших Пексел, а меж тех сел городьба вопчая деревни Шемякины и деревни Больших Пексел керстьян, и по черемоховый куст на столб, а на нём грань, а от того столба на голый пень, а на нём грань, да по межу по колена, а на колене стоит столб, а на нём грань; да от колена направо на пень на чорной, а на нём грань, а тот пень громом бит; а от того пня через дорогу Шемякинскую подле вольи ямы на тот же дуб, что первая грань бита.
Да деревни-ж Больших Пексел бортники: Мишка да Пятунка да Нефедка Григорьевы, а у них дельнаго бортнаго деревья безо пчел 20 дерев, а знамя у них Х а вверху вилки. А с тое деревни Больших Пексел те бортники платили царю Араслану верховаго медвенаго оброку по 2 пуда на год, а ныне те же бортники платят сыну ево касимовскому царевичу Сеит-Бурхану верховаго медвенаго оброку по томуже по 2 пуда на год. А округа тем бортникам писана с селом Ерахтуром вопче».
По окладным книгам 1676 г. в деревне Больших Пекселах числилось «крестьянских 23 двора, бобыльских 4 двора». Но по переписным книгам 1683 г. в деревне Больших Пекселах насчитывалось только «крестьянских 20 дворов».

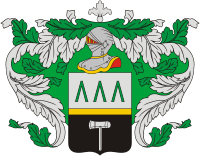
Герб рода дворян Демидовых.

К 1891 г., по данным И. В. Добролюбова, деревня Большие Пекселы относилась к приходу Никольского храма села Мышцы и в ней насчитывалось 168 дворов.

Согласно статистическому описанию конца XIX в. деревня Большие Пекселы 
«расположена на ровном месте, у довольно обширного, но мелкого озера, вода в котором зимой вымерзает. Община крестьян, бывших господина Демидова. Приход в селе Мышцах, за 2 версты. Школа своя, содержится обществом и земством, дети учатся бесплатно 8 месяцев в году вместе с детьми деревни Малых Пексел. В деревне имеется хлебный магазин и винная лавка на общественной земле. В 1881 году истреблено пожаром 20 дворов, причем погибло 5 человек, 2 коровы и 20 овец, а в 1882 году — 3 двора, в 1886 г. пало 25 лошадей, 30 коров и 20 овец».
В июле 1917 г. крестьяне деревни Большие Пекселы приняли участие в аграрных выступлениях, охвативших Касимовский уезд, и совместно с крестьянами села Увяз выкосили помещичьи луга.
В годы советской власти деревня Большие Пекселы стала центром Большепексельского сельского совета, в связи с чем её статус был повышен до села.

## Социальная инфраструктура
В селе Большие Пекселы Шиловского района Рязанской области имеются отделение связи, фельдшерско-акушерский пункт (ФАП), клуб и библиотека.

## Транспорт
Основные грузо- и пассажироперевозки осуществляются автомобильным транспортом. У восточной окраины села находится остановочный пункт «Шемякино» железнодорожной линии «Шилово — Касимов» Московской железной дороги.

## Достопримечательности
- Памятник односельчанам, погибшим в Великой Отечественной войне 1941—1945 гг.